# Джаба Хосіташвілі
Джаба Хосіташвілі (груз. ჯაბა ხოსიტაშვილი; 23 липня 1990) — грузинський боксер, призер чемпіонату Європи серед аматорів.

## Аматорська кар'єра
2009 року Джаба Хосіташвілі завоював бронзову медаль на чемпіонаті Європи серед молоді.
На чемпіонаті Європи 2011 теж завоював бронзову медаль.
- В 1/16 фіналу переміг Ентоні Огого (Англія) — 14-13
- В 1/8 фіналу пройшов Золтана Харча (Угорщина) — WO
- У чвертьфіналі переміг Артура Хачатряна (Вірменія) — 17-14
- У півфіналі програв Адему Кіліччі (Туреччина) — 14-19

На чемпіонаті світу 2011 програв у другому бою.
На чемпіонаті Європи 2013 програв у другому бою, на чемпіонаті світу 2013 — в першому. На літній Універсіаді 2013 здобув дві перемоги і програв у чвертьфіналі.
З 2011 року до 2015 був учасником напівпрофесійної боксерської ліги WSB у складі команди «Вогні Баку» (Азербайджан).
Впродовж 2016—2019 років провів п'ять боїв на професійному рингу.